# Crytea albicalcea
Crytea albicalcea là một loài tò vò trong họ Ichneumonidae.